# Kevin Dillon
Kevin Brady Dillon (New Rochelle, Nueva York, 19 de agosto de 1965) es un actor estadounidense de ascendencia irlandesa fundamentalmente conocido por su papel como Jonathan Chase (Johnny Drama) en la comedia dramática Entourage (El séquito), de la cadena estadounidense HBO. También tuvo un papel de relativa importancia como Bunny en la película bélica Platoon, ganadora de cuatro premios Óscar en 1986. Estuvo nominado a los premios Emmy y Globos de Oro por su participación en Entourage.

## Biografía
Nacido en Mamaroneck, Nueva York, es el hermano menor del actor, director y guionista Matt Dillon. Ambos estudiaron en el instituto de Mamaroneck. Es hijo de Mary Ellen, ama de casa, y Paul Dillon, pintor y entrenador de golf en Fordham University.
Conocido por interpretar jóvenes rebeldes en sus primeros años de carrera, su papel más notable fue el del acosador Rooney, en la película Catholic Boys (Curso del 65), de 1985.
Ha realizado más de 150 apariciones en cine y televisión, las más destacadas en Platoon (1986), The Blob (1988), The Doors (1991), En la línea de ataque (1992) y Poseidón (2006).
A partir de los años 2000, la mayoría de sus papeles se centran en el mundo de la televisión. Ha aparecido en "24" (2001) y es probablemente más conocido por su papel como "Johnny Drama" en Entourage, serie terminada en 2011, por la cual estuvo tres veces nominado a los premios Emmy y una vez a los Globos de Oro.

## Filmografía
| Año       | Nombre                     | Papel                   |
| --------- | -------------------------- | ----------------------- |
| 1985      | Curso del 65               | Rooney                  |
| 1986      | The Delta Force            | Miembro del Delta Force |
| 1986      | Platoon                    | Bunny                   |
| 1988      | Remote Control             | Cosmo                   |
| 1988      | El Rescate                 | J.J. Merrill            |
| 1988      | The Blob                   | Brian Flagg             |
| 1988      | War Party                  | Skitty Harris           |
| 1989      | Familia inmediata          | Sam                     |
| 1989      | Cuando no es un extraño    | Rick                    |
| 1991      | The Doors                  | John Densmore           |
| 1992      | Blanca media noche         | Mel Avakin              |
| 1992      | Frankie's House            | Sean Flynn              |
| 1993      | Tales from the Crypt       | Les Wilton              |
| 1994      | No Escape                  | Casey                   |
| 1995      | Dangerous Kiss             | Cadete                  |
| 1996      | Criminal Hearts            | Rafe                    |
| 1996      | Crimen Verdadero           | Tony Campbell           |
| 1996      | The Pathfinder             | Pathfinder/Hawkeye      |
| 1996      | Gone in the Night          | David Dowaliby          |
| 1997      | Despedida de soltero       | Dan Kane                |
| 1998      | La semilla del mal         | Billy Crapshoot         |
| 1998-2000 | NYPD Blue                  | Neil Baker              |
| 1999      | Hidden Agenda              | David Mclean            |
| 2000-2002 | That's Life                | Paul DeLucca            |
| 2003      | 24                         | Lonnie McRae            |
| 2003      | Karen Sisco                | Bob Salcheck            |
| 2004-2011 | Entourage                  | Johnny 'Drama' Chase    |
| 2006      | The Foursome               | Rick Foster             |
| 2006      | Poseidón                   | Lucky Larry             |
| 2009      | Hotel para perros          | Carl Scudder            |
| 2011-2012 | How to Be a Gentleman      | Bert Lansing            |
| 2013      | Compulsion                 | Fred                    |
| 2014      | Twisted Metal (videojuego) | Calypso                 |
| 2015      | Entourage                  | Johnny "Drama" Chase    |
| 2018      | Dirt                       | Rick Radden             |
| 2022      | Hot Seat                   | Orlando                 |
| 2024      | Reagan                     | Jack L. Warner          |